# Scudo antisommossa
Lo scudo antisommossa è un dispositivo leggero di protezione (scudo) utilizzato dalle forze armate e di polizia, realizzato in genere in materiale sintetico resistente agli urti ed ai tagli.
Gli scudi antisommossa sono in genere abbastanza lunghi per coprire una persona di medie dimensioni dalla testa alle ginocchia, anche se possono essere utilizzati modelli più piccoli. Essi sono generalmente destinati ad essere utilizzati nel controllo delle sommosse, per proteggere l'agente dagli attacchi corpo a corpo con armi taglienti o smussate e anche sassi o corpi contundenti lanciati dai manifestanti. Possono anche essere usate come armi da combattimento a corto raggio per respingere i rivoltosi.
Lo scudo è solitamente costruito di policarbonato trasparente (il più utilizzato è il Lexan), o in materiale opaco con una finestrella per vedere avanti, e offre protezione da oggetti lanciati, colpi con armi bianche o armi a spargimento quale una bomba Molotov.
La maggior parte degli scudi antisommossa non offre protezione balistica contro armi da fuoco ed esplosivi, a differenza dello scudo balistico da adoperarsi in situazioni in cui si prevede una forte resistenza armata.
Mentre gli scudi antisommossa si sono dimostrati efficaci nel proteggere gli agenti e nel prevenire che i manifestanti sfondino le linee di polizia, il loro uso può in realtà incoraggiare le persone a lanciare oggetti contro la polizia. Gli scudi antisommossa possono anche essere usati dai manifestanti e costruiti con materiali improvvisati, come legno o rottami metallici, per proteggersi dalle manganellate.

## Storia

### Origine

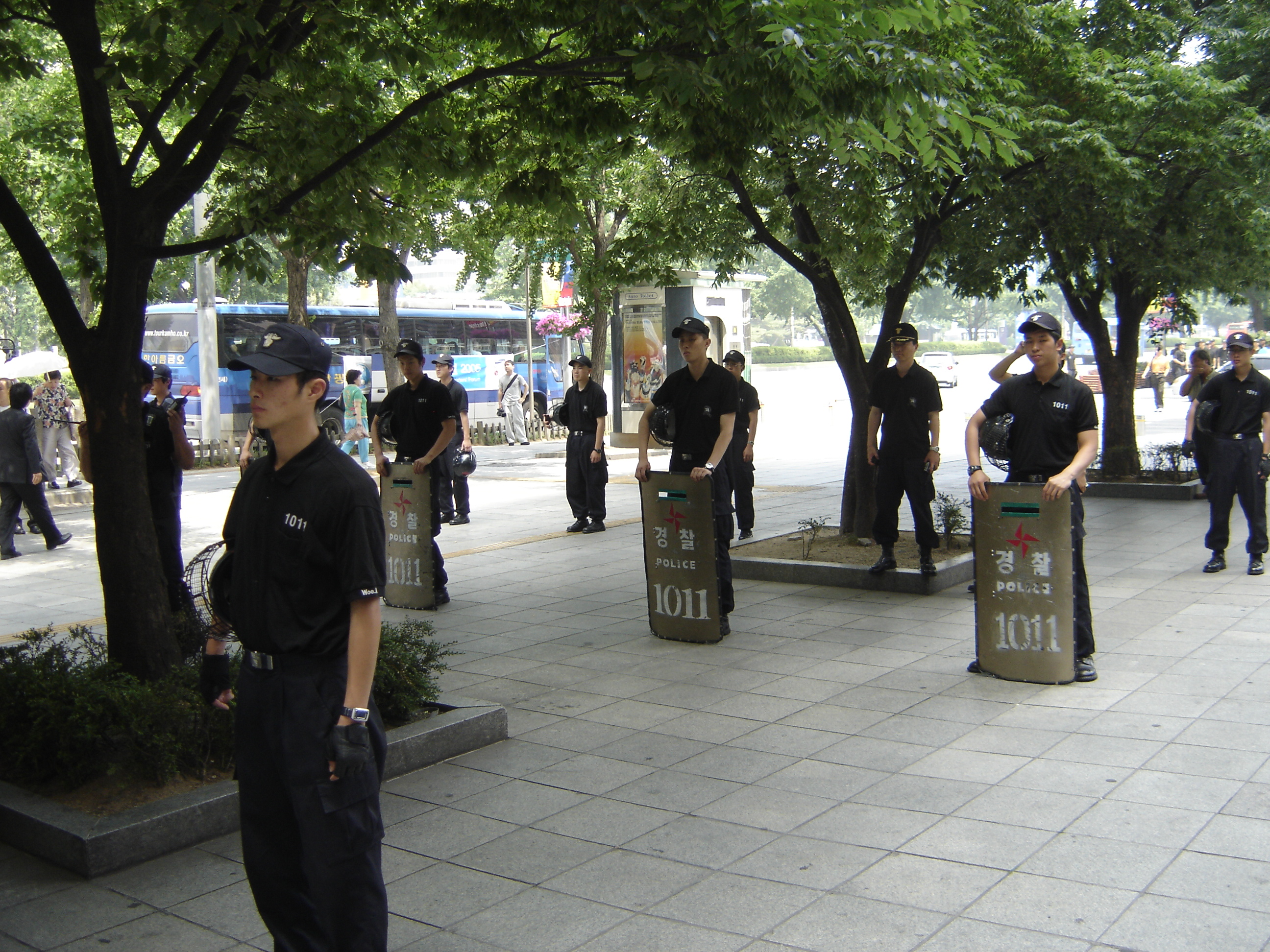
Scudi non trasparenti con finestrella, della polizia di Seul (Corea del Sud).

I primi scudi apparvero durante la preistoria per essere utilizzati nella caccia, non solo come arma di difesa ma anche come dispositivo di camuffamento. Quando l'uomo divenne sedentario lo scudo passò ad un utilizzo prettamente militare e, con l'avvento della metallurgia, si specializzò quanto a forme (circolari e poligonali) e materiali (legno, bronzo, ferro, ecc.). Nel XVII secolo, la massiccia diffusione in Eurasia, delle armi da fuoco rese lo scudo obsoleto perché inefficace contro gli impatti balistici dei proiettili. A cavallo del 1900, l'arrivo dei giubbotti antiproiettile e il miglioramento dell'equipaggiamento militare standard escluse gli scudi dai campi di battaglia.
Una prima versione dello scudo antisommossa fu sviluppata da Robert Gladstone nel 1914 per la polizia di Greater Manchester ma fu rapidamente dimenticata. Fu solo dopo la Seconda guerra mondiale, causa i molti movimenti di protesta civile negli anni '50, '60 e '70, che le autorità dei paesi in crisi idearono un metodo non letale e che non utilizzasse la forza fisica ma che fosse efficace per arginare le manifestazioni. Nacquero allora gli scudi antisommossa.

### Diffusione
Le forze armate britanniche dispiegarono gli scudi antisommossa durante l'emergenza cipriota del 1955-59.
La polizia francese li ha usati durante i disordini del maggio 1968, e le Forze di polizia nel Regno Unito li hanno usati in Irlanda del Nord almeno dal 1969. Durante i disordini nella Repubblica d'Irlanda negli anni '60 e '70, s'era infatti constatata la mancanza di scudi antisommossa. Il personale dell'esercito che doveva contenere una protesta a Curragh dovette ricorrere all'uso di baionette per il controllo della folla in quanto non erano disponibili scudi antisommossa. Quando una rivolta a Lifford ha provocato nove feriti sul Garda Síochána, è stato riferito che gli scudi antisommossa non erano disponibili. Quarantaquattro membri dell'esercito si rifiutarono di prestare servizio a Monaghan, essendo disponibili solo cinque scudi antisommossa: in risposta a questa carenza, nel 1972 a Dublino sono stati prodotti 200 scudi antisommossa. La polizia britannica premette per l'introduzione sistematica di scudi antisommossa dopo la rivolta del Carnevale di Notting Hill del 1976, durante la quale molti ufficiali furono feriti dal lancio di pietre, mattoni e bottiglie. I dispositivi erano allora già comuni nell'Europa continentale e nell'Irlanda del Nord. Gli scudi antisommossa furono usati per la prima volta in Inghilterra durante la battaglia di Lewisham del 1977. In tale occasione, il Metropolitan Police Service li ha progettati per essere solo un elemento passivo e difensivo, New Scientist riferì che «la produzione degli scudi [a Lewisham] faceva parte di quella che può essere descritta solo come un'operazione estremamente aggressiva". Molti manifestanti sono stati deliberatamente colpiti con gli scudi. Un portavoce della polizia ha dichiarato che un agente di polizia che si sente minacciato avrebbe colpito con tutto ciò che aveva in mano, aggiungendo "Non vedo come si possa impedirgli di usare lo scudo antisommossa per colpire una persona.»

## Tipologia

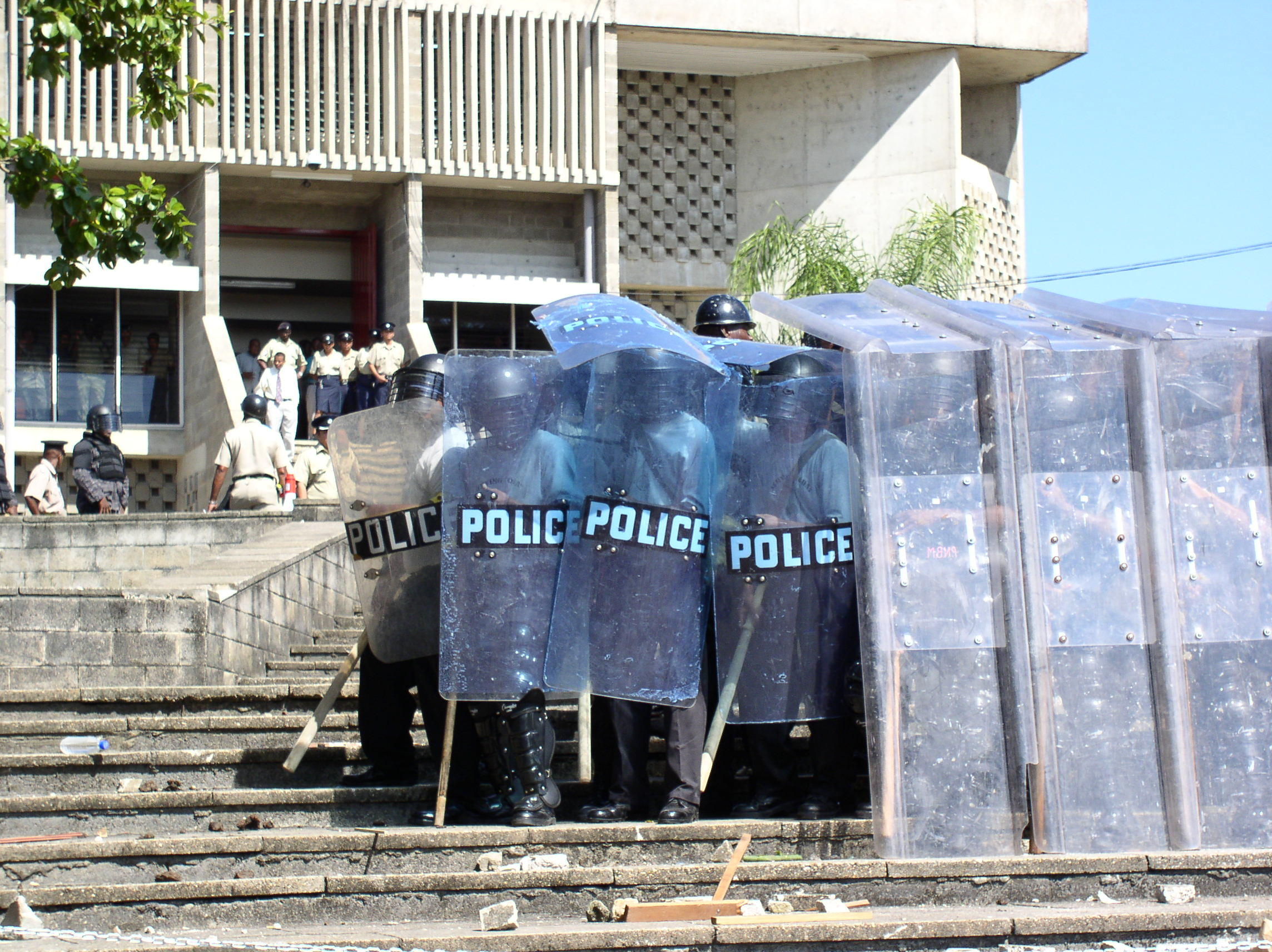
La polizia del Belize forma una testuggine con due tipi di scudi.

Gli scudi antisommossa sono generalmente realizzati in policarbonato trasparente di spessore compreso tra 4 e 6 millimetri. Gli scudi sono progettati per essere resistenti alla frantumazione, anche se non sono tipicamente resistenti per l'uso antibalistico. Peraltro, alcuni scudi antisommossa possono offrire una qualche forma di protezione balistica contro proiettili sparati a bassa velocità da pistole, fucili a canna liscia (da caccia) o altre armi improprie. Tuttavia, laddove si preveda una forte resistenza armata, si usano gli scudi balistici.
Gli scudi sono in genere di forma rotonda o rettangolare, con lunghezze comprese tra 90 e 125 cm e larghezze variabili a partire da 60 cm.
I tipi principali sono:
- tondi, ovali o tondeggianti, di diametro di 60 cm o più;
- rettangolare con angoli stondati, concavi sul lato interno, larghi circa 60 cm e alti 1 m o più;
- uguale a quello prima, solo concavo verso l'esterno, per trattenere un indiziato contro il muro;
- a tutto corpo, larghi più di 60 cm e alti più di 1,8 m.

La maggior parte delle protezioni antisommossa, se utilizzate correttamente, proteggono l'utente dalla parte superiore della testa alle ginocchia. Gli scudi sono generalmente leggermente cilindrici e presentano maniglie di metallo o di plastica rinforzata fissate con colla o gommini. Le maniglie sono progettate in modo che il portatore dello scudo possa tenerlo con il pugno, e lo scudo sarà spesso dotato di una protezione aggiuntiva nel punto in cui l'avambraccio appoggia contro di esso, così come di una cinghia a velcro per mantenere l'avambraccio in posizione. Lo scudo può essere dotato di un vano portaoggetti per alloggiare un'arma a bastone o non letale, e alcuni possono essere progettati per essere interconnessi con un altro scudo su entrambi i lati, in modo da formare una parete di schermatura più efficace. Il tipo di scudo utilizzato può variare sia per la situazione sia per l'obiettivo della missione, oltre che per le risorse finanziarie della struttura.
Sono stati progettati anche scudi concavi che permettono di schiacciare a terra e ammanettare i manifestanti. A partire dagli anni 1980 sono stati prodotti gli scudi elettrici, progettati per fornire, tramite un pulsante collegato a strisce metalliche applicate al policarbonato, una scossa elettrica non letale alla persona con cui lo scudo è in contatto; tali scudi elettrici hanno però anche causato diverse vittime.
Nel 2011 è stato depositato un brevetto per uno scudo antisommossa acustico che emette «un suono a bassa frequenza che risuona con le vie respiratorie, rendendo difficile respirare.»

## Uso
L'uso degli scudi antisommossa dipende dalla scelta della quantità di forza con cui l'ufficiale comandante deciderà di contenere o respingere i manifestanti. Le forze di sicurezza equipaggiate con scudi antisommossa generalmente sono equipaggiate anche di armi non letali, oltre ed essere presenti supervisori e forze di riserva.
Lo scudo antisommossa è progettato principalmente come arma difensiva, anche se può essere usato in modo offensivo quando è a diretto contatto con i manifestanti.
Lo scudo è progettato per essere fissato al braccio non dominante e tenuto con un leggero angolo verso l'interno per deviare a terra gli oggetti lanciati contro. Quando i manifestanti entrano in contatto diretto con gli scudi antisommossa, in genere cercano di prenderli in mano. Se i manifestanti tentano di afferrare la parte superiore di uno scudo, le forze di sicurezza vengono istruite a colpirli con la mano libera. Se i manifestanti tentano di afferrare la parte inferiore di uno scudo, viene loro chiesto di cadere su un ginocchio e di infilarlo con forza nel terreno, stringendo così le dita o le mani del manifestante. Gli scudi antisommossa sono spesso usati in combinazione con i manganelli.

## Efficacia
Gli scudi antisommossa si sono dimostrati uno strumento efficace per respingere i manifestanti e impedire loro di passare attraverso le linee di polizia.
Lo scudo antisommossa e il manganello sono considerati un equipaggiamento abbastanza forte per gestire tutti i tipi di disordini, tranne i più estremi: in tali casi, la polizia può passare a metodi aggiuntivi come cannoni ad acqua, gas lacrimogeni e proiettili di gomma.
Se da un lato gli scudi antisommossa offrono una forma efficace di protezione, dall'altro lato il loro uso potrebbe paradossalmente aumentare i rischi di aggressione, incoraggiando i manifestanti a lanciare oggetti contro gli agenti. Secondo uno studio effettuato nel Regno Unito è stato riscontrato infatti che i manifestanti sono in genere riluttanti ad assaltare la polizia; tale riluttanza tuttavia sembra scomparire o diminuire se gli ufficiali dispongono di scudi antisommossa. È stato osservato in diverse manifestazioni che i manifestanti non lanciano oggetti verso la polizia, finché essa non è in assetto antisommossa (il che indica una non volontà di scontrarsi o ferire i poliziotti), mentre quando sono presenti gli scudi, alcune persone gettano deliberatamente oggetti sugli scudi medesimi.